# Compsoneuria tortinervis
Compsoneuria tortinervis is een haft uit de familie Heptageniidae. De wetenschappelijke naam van de soort is voor het eerst geldig gepubliceerd in 1930 door Navás.
De soort komt voor in het Afrotropisch gebied.